# Markus Hafner
Markus Hafner (Bolzano, 25 aprile 1984) è un ex hockeista su ghiaccio italiano che ha militato nella Serie A con il Ritten Sport.

## Carriera

### Club
Markus Hafner esordì in Serie A nella stagione 2001-2002, raccogliendo 25 presenze. Dopo un anno trascorso in Serie A2 la squadra altoatesina risalì nel massimo campionato italiano. Entrato a far parte stabilmente della prima squadra nel 2004, Hafner, facente parte del blocco di giocatori locali, continuò a giocare sempre con la maglia del Renon nelle stagioni successive.
La prima rete in Serie A giunse nel corso del campionato 2006-2007. Fra il 2009 e il 2010 ottenne i primi successi della carriera, grazie alla conquista di due Supercoppe italiane e della Coppa Italia. Negli stessi anni la squadra giunse per quattro volte alla finale scudetto, uscendone però sempre sconfitta. Hafner si ritirò al termine della stagione 2012-2013 dopo aver raccolto oltre 400 presenze in Serie A.

### Nazionale
Da giovane Hafner ebbe alcune esperienze con le selezioni giovanili italiane Under-18 e Under-20, totalizzando diciannove presenze e un assist.

## Palmarès

### Club
- Coppa Italia: 1

Renon: 2009-2010
- Supercoppa italiana: 2

Renon: 2009, 2010